# 중산구 (류판수이시)

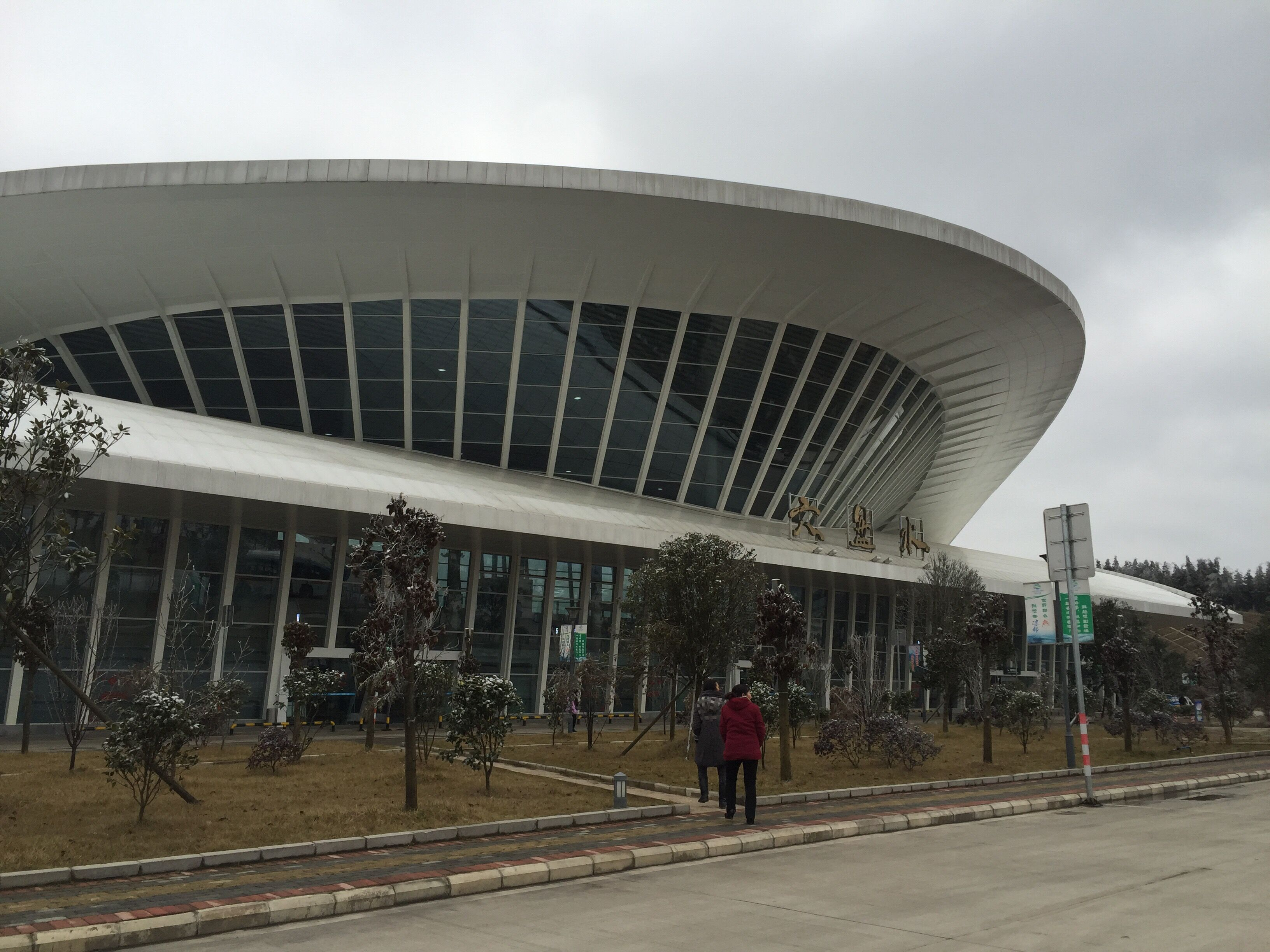

중산구(한국어: 종산구, 중국어: 钟山区, 병음: Zhōngshān Qū)는 중화인민공화국 구이저우성 류판수이 시의 현급 행정구역이다. 넓이는 476km2이고, 인구는 2007년 기준으로 460,000명이다.

## 행정 구역
4개 가도, 4개 진, 1개 민족향을 관할한다.
- 가도: 黄土坡街道, 荷城街道, 凤凰街道, 德坞街道.
- 진: 老鹰山镇, 大河镇, 汪家寨镇, 大湾镇.
- 민족향: 月照彝族回族苗族乡.